# Salvadanaio (programma radiofonico)
Salvadanaio è un programma radiofonico interessato ad approfondire le problematiche economiche di attualità, dai mercati finanziari alla gestione del bilancio familiare. La trasmissione si avvale di esperti e professionisti sulle tematiche trattate nella puntata. Viene fornita la possibilità agli ascoltatori di poter telefonare, gli esperti rispondono in diretta agli ascoltatori risolvendo dubbi e forniscono chiarimenti e suggerimenti sull'argomento trattato nella puntata.
L'ultima puntata è stata trasmessa il 04-10-2013. Il programma è stato sostituito con Cuore e Denari .